# 11821 Coleman
A 11821 Coleman (ideiglenes jelöléssel (11821) 1981 EG44) a Naprendszer kisbolygóövében található aszteroida. Schelte J. Bus fedezte fel 1981. március 6-án.

## Kapcsolódó szócikk
- Kisbolygók listája (11501–12000)